# Puerto Salgar
Puerto Salgar – miasto w Kolumbii, w departamencie Cundinamarca.